# Бистров Сергій Іванович
Бистров Сергій Іванович (1959—2023) — Герой України, бригадир гірників очисного вибою шахти «Довжанська-Капітальна» державного підприємства «Свердловантрацит».
23 серпня 2007 Президент України Віктор Ющенко підписав указ про надання Сергію Бистрову звання «Герой України» з удостоєнням ордена Держави.